# وكالة (علم الاجتماع)
في العلوم الاجتماعية، الوكالة (بالإنجليزية: agency) هي قدرة الفرد على أن يتصرف بشكل مستقل ويتخذ قراراته بإرادته الحرة. على النقيض من ذلك، البناء الإجتماعي هو العوامل (مثل الطبقة الاجتماعية والديانة ونوع الجنس والعرق والقدرة والعادات إلخ) التي تؤثر على الفرد لتقرر أو تحدد قراراته. الفرق النسبي بين التأثير من الوكالة والتأثير من البناء تجري مناقشته؛ مدى تقييد النظم الاجتماعية لتصرفات الفرد ليس من الواضح. 
وكالة الفرد هي قدرته المستقلة لتنفيذ إرادته. هذه القدرة تتأثر من هيكل الاعتقاد الإدراكي الذي يطوره الفرد خلال تجاربه، والمفاهيم التي يتبنيها الفرد ومجتمعه، ومن الهياكل والظروف التي يولد ويتواجد فيها. خلافات حول مدى وكالة الفرد عادة تؤدي إلى النزاع بين الطرفين، مثل الوالدين والأطفال.